# Євпаторійська дитяча залізниця
Євпаторійська дитяча залізниця — була установою позашкільної освіти дітей, знакойомлячи їх із залізничними спеціальностями, а також слугувала у ролі прогулянковою вузькоколійною залізницею в курортному місті Євпаторія, Крим. 

## Історія
Наприкінці 1980-х років Придніпровська залізниця розпочала будівництво в Україні ще однієї дитячої залізниці, в курортному місті Євпаторія, на березі солоного озера Мойнаки, яка була відкрита 5 червня 1988 року. Тупикова колія завдовжки 4,6 км прямувала від кінцевої трамвая неподалік санаторію Мойнаки, далі вздовж берега, з роз'їздом посередині. На кінцевих станціях були споруджені петлі для обороту локомотивів. Дорога отримала тепловоз ТУ2-142 та 2 вагони Pafawag, а трохи пізніше — ще кілька вагонів і тепловоз ТУ2-227.
Дитяча залізниця складалася з двох станцій з розворотними петлями для обороту локомотива і одного проміжного двоколійного роз'їзду. Точні назви станцій встановити досі не вдалося. У різних джерелах згадуються або станції «Піонерська», «Комсомольська» і роз'їзд «Юний Ленінець» або станції «Комсомольська» і «Юний Ленінець»
Проіснувати залізниці довго не судилося — у листопаді 1991 року, за ініціативою Партії Зелених, вона була закрита, через порушення екосистеми озера Мойнаки, рухомий склад вивезений, а колії розібрані.
Нині насипом, на якому лежали рейки Євпаторійської дитячої залізниці, проходить рівна асфальтована доріжка, на якій проходили тренування спортсменів та спортсменів-інвалідів, що проводили збори в параолімпійському центрі «Україна» на базі колишнього комплексу «Юний Ленінець».